# 麻池河镇
麻池河镇，是中华人民共和国陕西省商洛市商州区一个已撤销的乡级行政区，2015年，陕西省民政厅批复同意撤销麻池河镇，将其所辖行政区域划归杨斜镇。